# Londesz Elek
Londesz Elek (Debrecen, 1868. december 13.
 – Budapest, 1934. február 12. ) író, újságíró; a Petőfi Társaság tagja.

## Pályája
Középiskolai tanulmányait Debrecenben végezte, később a londoni University College-ben bölcseletet hallgatott, Párizsban irodalomtörténeti és filológiai tanulmányokat folytatott.
1889-től Budapesten újságíró volt; közben egy ideig Debrecenben és Aradon működött mint a Debrecen, illetve az Arad és Vidéke politikai napilapok segédszerkesztője. Belső munkatársként dolgozott a Kis Újságnak, a Budapestnek, a Magyarországnak. 1898-tól a Pesti Naplónak külföldi levelezője, később szerkesztőségi tagja volt. Politikai, szépirodalmi és irodalomtörténeti cikkei jelentek meg.
A magyar bölcselő lírát néhány igen értékes költeménnyel gazdagította. Nagyműveltségű író volt, sok nyelvet tudott, angol és perzsa klasszikusok nyomán készült műfordításai jelentékeny szellemi értékek.

## Munkái
- Kain. Drámai költemény (Debrecen, 1886)
- Képes könyv. Humoros rajzok (Debrecen, 1892)
- Fáustus. Marlowe drámai költeménye. Angolból fordította. (Arad, 1895)
- A könyv és egyéb történetek (Debrecen, 1906)
- Tündérországban (mesék, Budapest, 1917)
- A zöld kabát (komédia, Budapest, 1918)
- A mennyei koldusasszony (versek, Budapest, 1929)
- Az aranypávák dala (versek, Budapest, 1931)